# Duderstadt
Duderstadt is een gemeente in de Duitse deelstaat Nedersaksen. De gemeente maakt als selbständige Gemeinde deel uit van het Landkreis Göttingen. De gemeente telde 20.320 inwoners op 31 december 2023.

## Indeling
De gemeente omvat naast de stad Duderstadt zelf (9.033 inwoners) de volgende dorpen, met per dorp het aantal inwoners per 1 december 2017.
| - Breitenberg: 928 - Brochthausen: 517 - Desingerode: 524 - Esplingerode: 135 - Fuhrbach: 858 - Gerblingerode: 1720 - Hilkerode: 957 | - Immingerode: 459 - Langenhagen: 493 - Mingerode: 1305 - Nesselröden: 2021 - Tiftlingerode: 873 - Werxhausen: 391 - Westerode: 729 |

## Ligging, verkeer, vervoer
Duderstadt ligt aan de noordkant van een historisch belangrijke landstreek, het grotendeels in buurstaat Thüringen gelegen Eichsfeld, en 20 km ten zuiden van Herzberg am Harz, dat aan de zuidrand van het Harzgebergte ligt. Door de stad stromen de Hahle en nog enige beken,  die 13 km noordwaarts, te Gieboldehausen, samenvloeien tot de Rhume, die 20 km verder noordwestelijk, bij Northeim, in de Leine uitmondt.  De streek, waartoe de ten noorden van de stad zelf gelegen Ortsteile, en het aangrenzende Gieboldehausen behoren, heet, vanwege het vanouds als vruchtbaar akkerland bekend staande terrein, de Goldene Mark.
De belangrijkste grotere stad in de omgeving is het ruim 30 km westelijker gelegen Göttingen. Daar bevindt zich ook het - vanuit Duderstadt per streekbus bereikbare -  dichtstbijzijnde frequent gebruikte spoorwegstation, en de dichtstbijzijnde autosnelwegen (A38 en A7).
Er bestaat ook een dichter bij Duderstadt gelegen afrit van de A38, nl. te Leinefelde. Van Duderstadt rijdt ook een bus naar Worbis en Leinefelde, alwaar men op treinen in zuidelijke en oostelijke richting kan overstappen.
Bijna alle streekbussen van en naar Duderstadt rijden slechts 1 x per uur en niet later dan 20.00 in de avond.

## Economie
In Duderstadt is sinds 1946 het hoofdkantoor en een belangrijke productielocatie gevestigd van Otto Bock, een internationaal concern, dat protheses voor armen en benen, alsmede rolstoelen en andere transport- en hulpmiddelen voor gehandicapten vervaardigt. Het concern heeft in Nederland een advies- en verkoopkantoor te Nieuwkuijk.
Het, als instelling eeuwenoude,  St.-Martiniziekenhuis van de stad wordt beschouwd als een onderdeel van de Universiteit Göttingen. Het is dus in feite een academisch ziekenhuis.
Vanwege het historisch stedenschoon is het toerisme in Duderstadt van belang.

## Geschiedenis
Duderstadt dankt haar naam vermoedelijk aan een snelstromend riviertje; het eerste gedeelte van de naam, Duder-, gaat volgens de meeste geleerden terug op een Oud-Germaans woord met die betekenis.
Koning Hendrik de Vogelaar noemt in een document uit 929 een aantal plaatsen, die hij aan zijn echtgenote als bruidsschat schenkt, waaronder Tutersteti (Duderstadt). Van 974-1237 behoorde het toe aan de Abdij van Quedlinburg. In 1247 kwam het aan Otto het Kind, de eerste hertog van het Hertogdom Brunswijk-Lüneburg. Rond 1250 begon, doordat het een belangrijk handelskruispunt was, waar later ook veel kooplieden uit de Hanzesteden passeerden, een bloeiperiode.
De stad behoorde in de late middeleeuwen tot het Vorstendom Eichsfeld, een leen van het Keurvorstendom Mainz. Vanaf ca. 1430 tot in de eerste helft van de 19e eeuw profiteerde de stad en haar bestuursleden sterk van de verkregen eigendom van de dorpen om Duderstadt heen, met name de zgn. elf (eigenlijk 16) Raadsdorpen. De stad had in het begin van de 14e eeuw, inclusief de Raadsdorpen, ca. 4.000 inwoners, bijna even veel als de stad Hamburg. Het hele stadsgebied, dus inclusief het omliggende platteland, was omringd met Knicks of landweren. De opbrengst uit de dorpen compenseerde grotendeels de intussen teruggelopen langeafstandshandel. In 1424 werd een deel van Duderstadt door een stadsbrand verwoest. Zie ook wat vermeld is onder de diverse Ortteile van Duderstadt. Aan de misstand van de uitbuiting van het omliggende platteland kwam in de 19e eeuw door gemoderniseerde wetgeving een einde.
In 1525 werd de stad tijdens de Duitse Boerenoorlog door Mainzer troepen bezet; de bisschop van Mainz ontnam Duderstadt enige privileges en regeerde Duderstadt voortaan via een door hem benoemde stadsschout.
Vanaf 1618 tot 1648 werd Duderstadt in de Dertigjarige Oorlog herhaaldelijk geplunderd. Dat herhaalde zich in de Zevenjarige Oorlog (1756-1763). De nood van de bevolking in de 17e, 18e en vroege 19e eeuw werd enigszins verzacht door een vanaf 1660 bloeiende tabaksteelt en -handel.
In 1852, 1911 en 1915 werd de -tot op heden grotendeels uit met veel hout gebouwde huizen e.d. bestaande - stad nog getroffen door branden, waarbij telkens tientallen huizen afbrandden.
De stad kende in het Derde Rijk relatief iets minder aanhangers van Adolf Hitlers NSDAP dan gemiddeld in Duitsland. De schade door gevechtshandelingen in de Tweede Wereldoorlog bleef beperkt. In de jaren na 1946 nam de stad enkele duizenden Heimatvertriebene op, hetgeen de plotselinge stijging van het aantal inwoners in die periode verklaart.
Van 1949 tot 1989 lag Duderstadt op slechts 5 km ten noorden van de grens tussen de Bondsrepubliek Duitsland en de DDR. Deze grensligging (die zich van 1816-1866 ook al had voorgedaan; de stad lag toen op de grens van de koninkrijken Hannover en Pruisen) heeft de economische groei van Duderstadt belemmerd. Wel verhuisde na de Tweede Wereldoorlog de fabrikant van protheses, rolstoelen e.d. Otto Bock van Königsee, Thüringen, dat in de DDR was komen te liggen, zijn bedrijf naar Duderstadt.

## Bezienswaardigheden
- Het raadhuis, waarvan de kern uit twee in 1302 en 1432 gebouwde huizen bestaat, kan in kantooruren bezichtigd worden, en daarbuiten op afspraak, via een rondleiding. De vakwerkverdieping daar bovenop dateert uit de 16e eeuw, evenals de uit twee etages bestaande loggia. De buitentrap met de houten beelden dateert uit 1672-1674. In 2012 werd de laatste restauratie afgerond.
- De Sint-Cyriacuskerk
- De Sint-Servaaskerk (gotisch, 14e-16e eeuw, met een kunsthistorisch zeer belangrijk, 18e-eeuws barok orgel. Studenten van conservatoria tot uit de verre omtrek, die kerkorgel studeren, komen met hun docenten hierheen voor praktijkcolleges en -tentamens.
- De talrijke vakwerkhuizen in de oude binnenstad
- De Westerturm (Westertoren) met de typische spiraalstructuur in de torenspits, met aangebouwd museum over de historische schutterij en de middeleeuwse stadsverdediging
- Grenzlandmuseum op de voormalige Duits-Duitse grenspost Duderstadt-Worbis, met op de voormalige grens een speciaal gemarkeerde wandelroute met overblijfselen van de grensmarkering e.d. (Ortsteil Gerblingerode, 5 km ten zuiden van het stadscentrum)
- Natuureducatiecentrum Gut Herbigshagen, 3,5 km ten oosten van de stad
- Meerdere malen per jaar vinden in de stad jaarmarkten, optochten en kleine muziekevenementen plaats

## Galerij

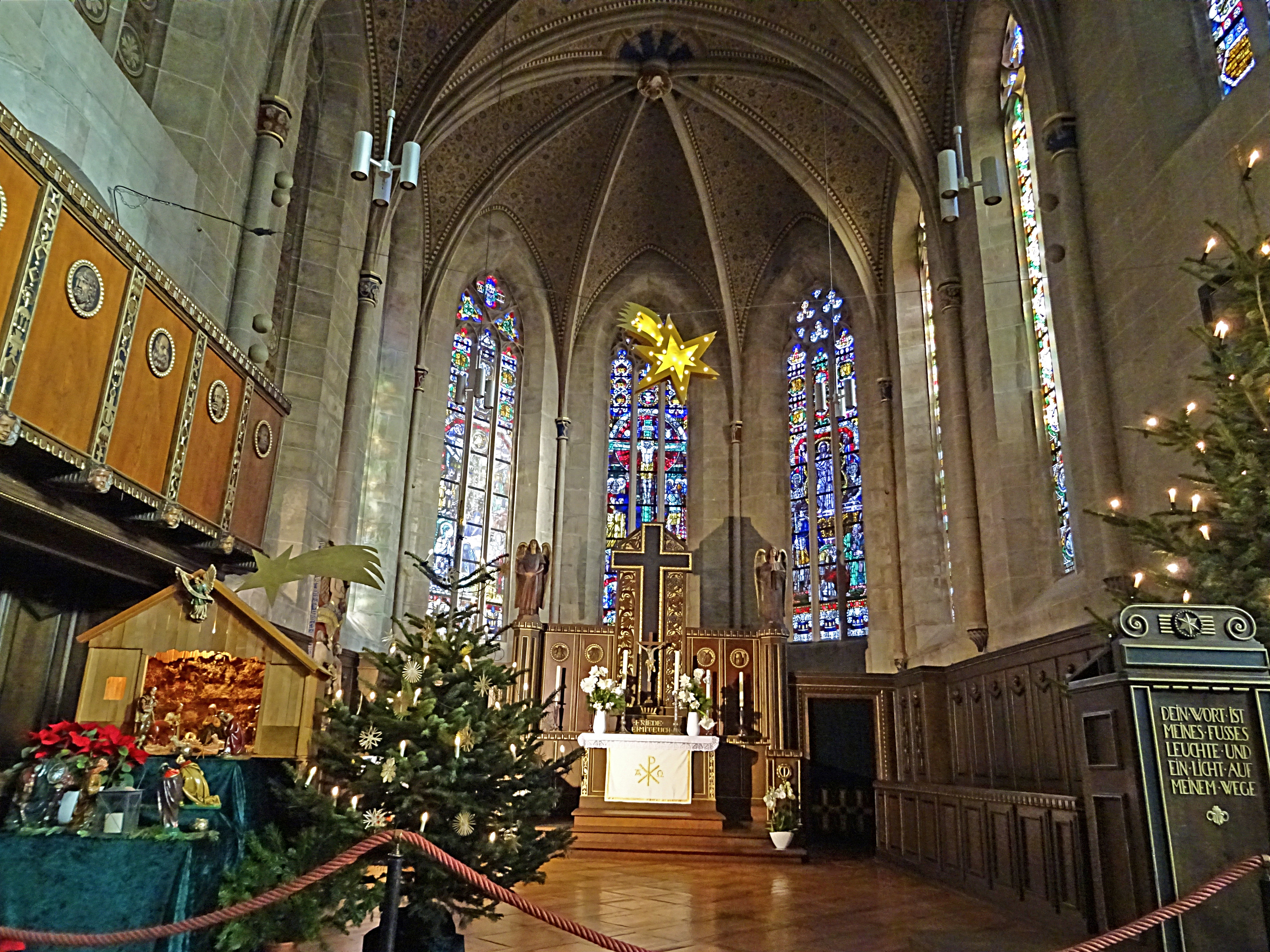
St.-Servaas
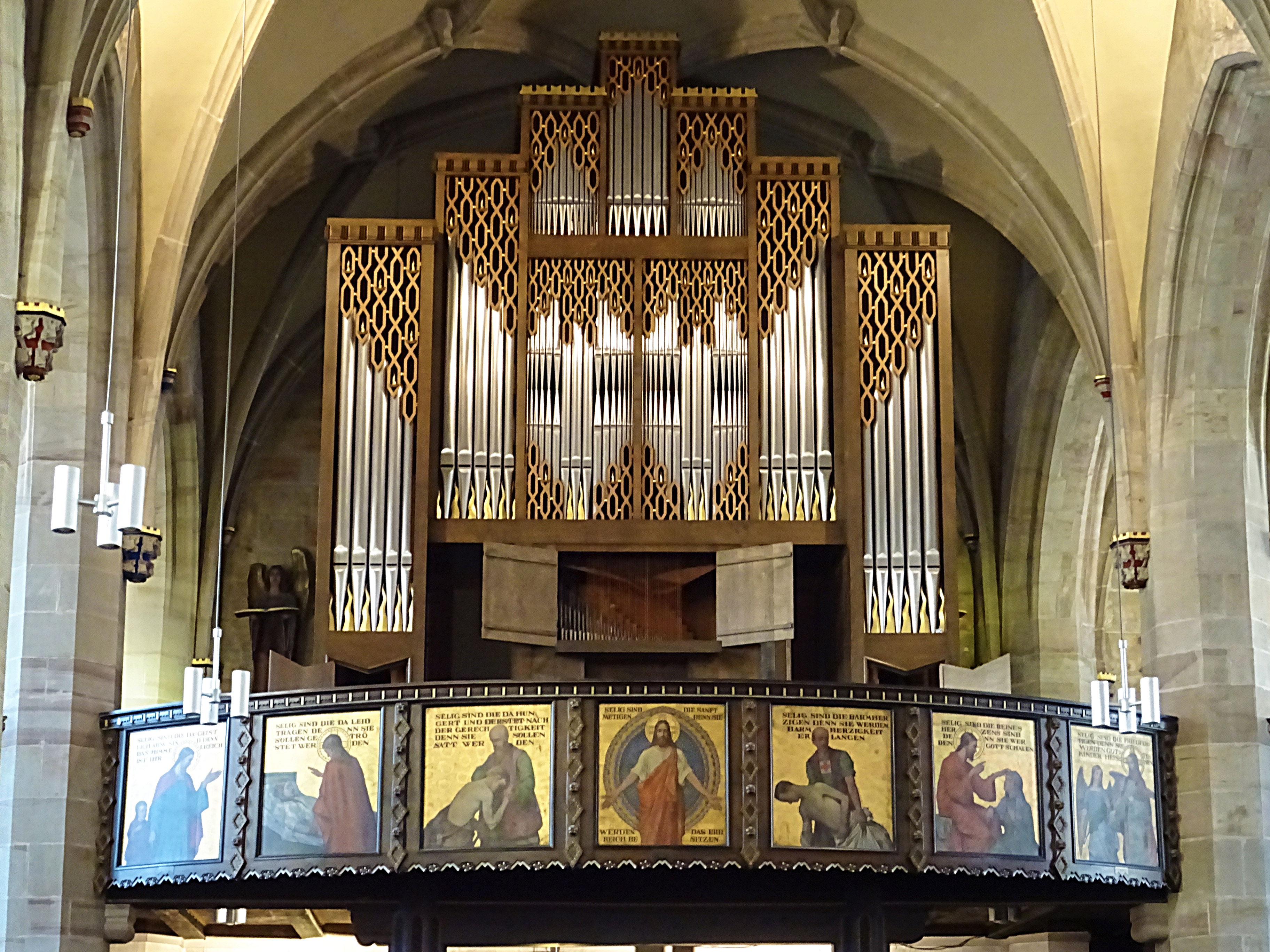
Orgel van de St.-Servaas
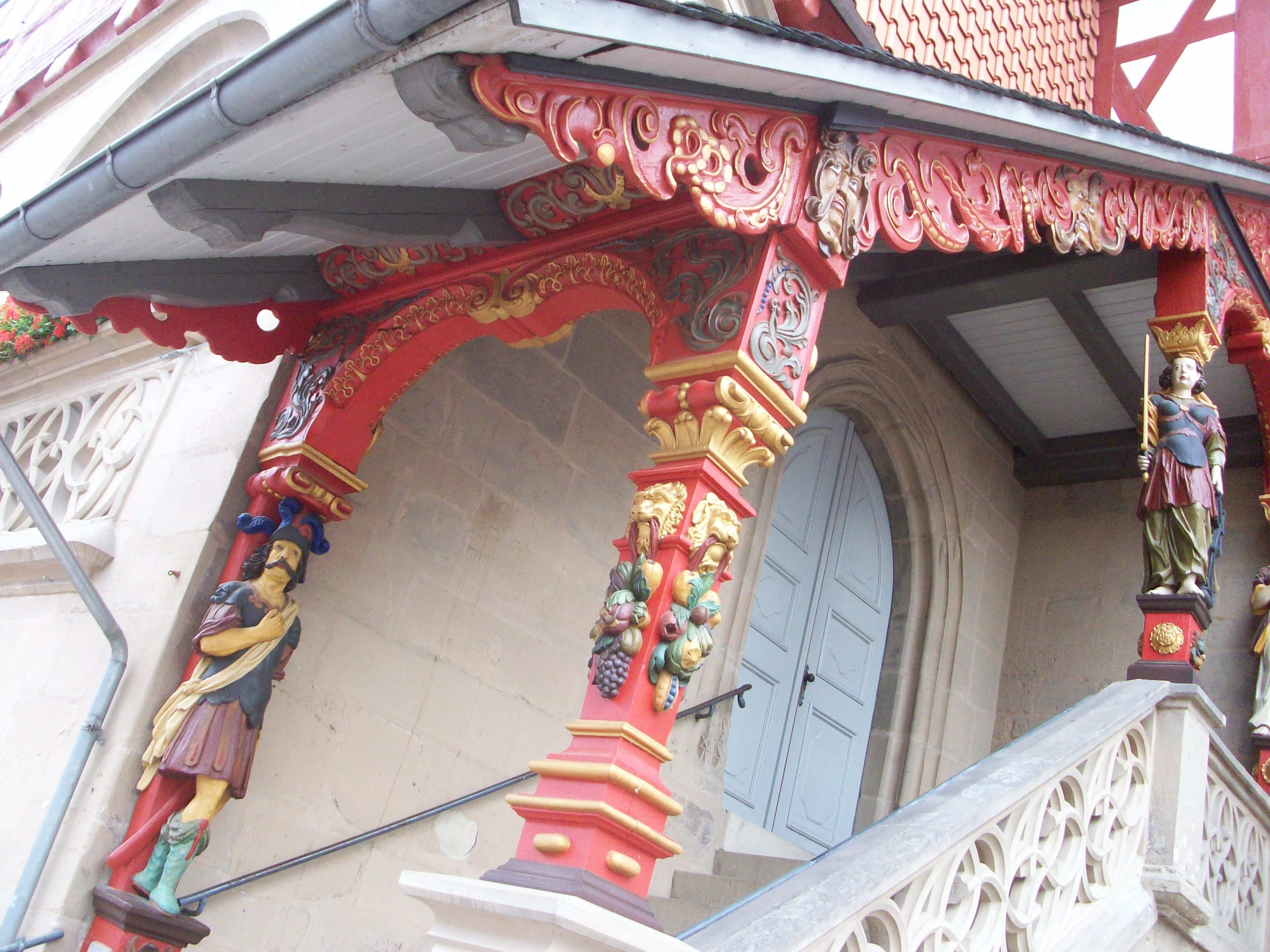
Trappengang van de loggia in het  stadhuis (2010)
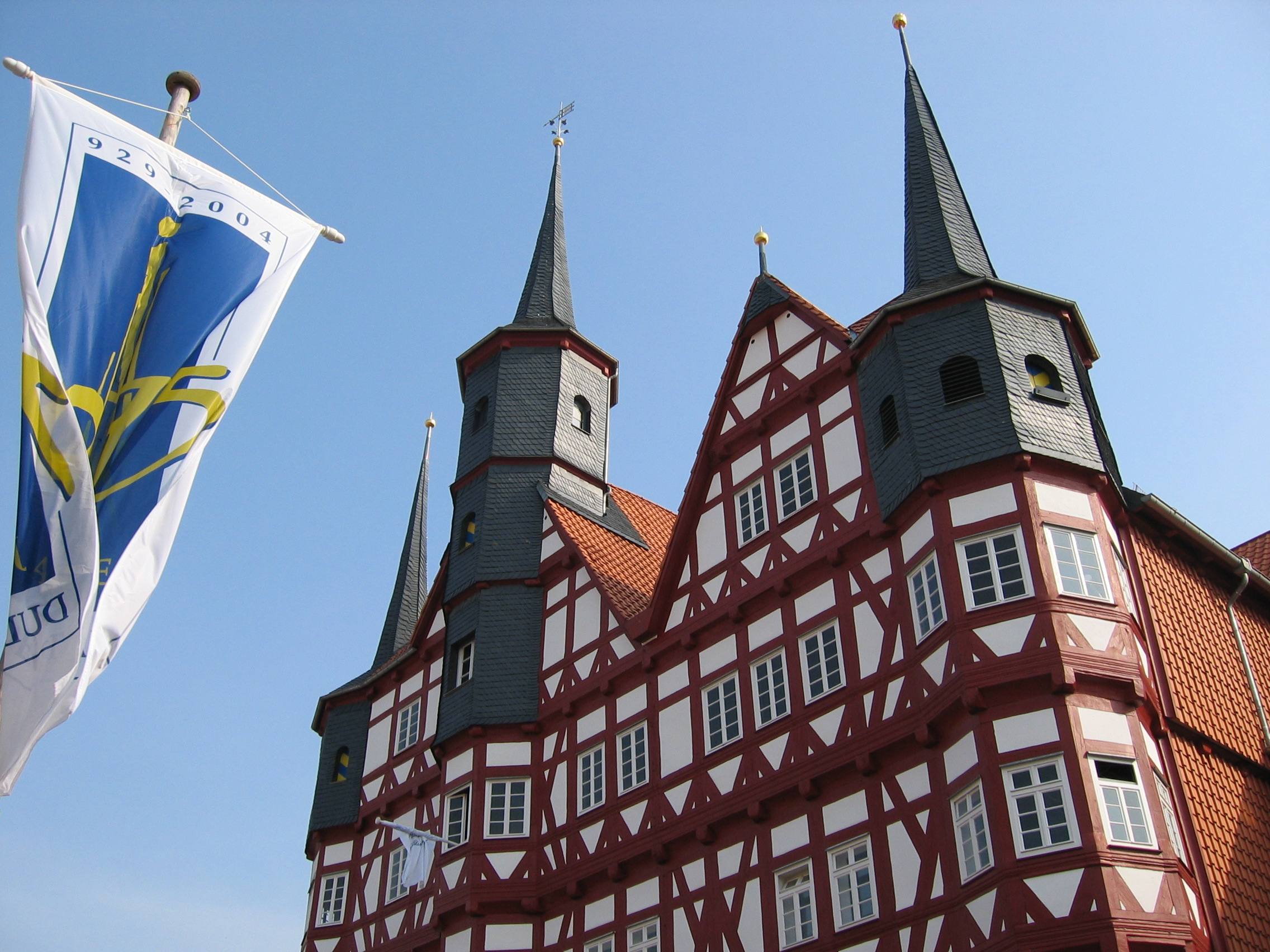
Raadhuis
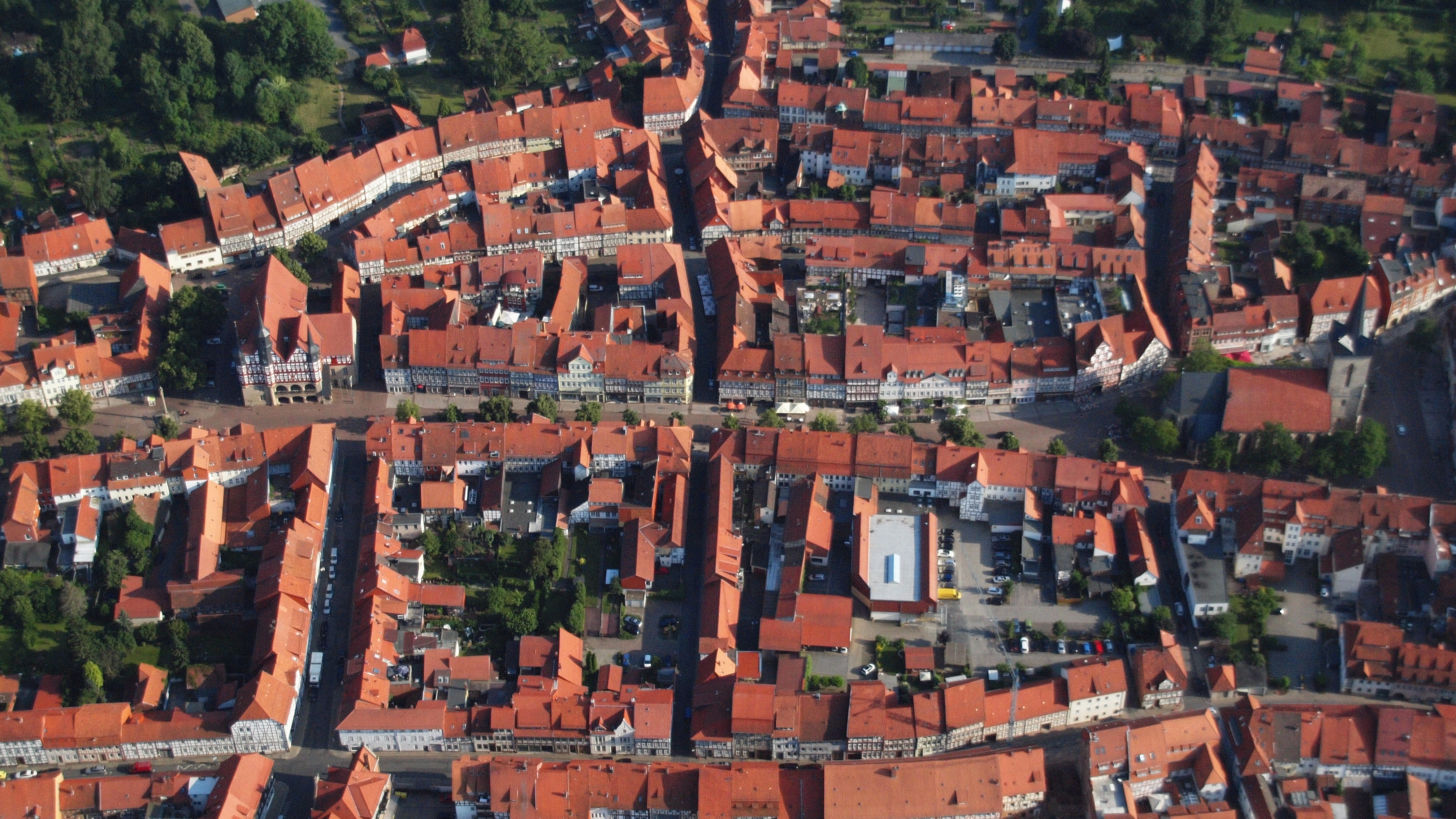
Duderstadt vanuit de lucht
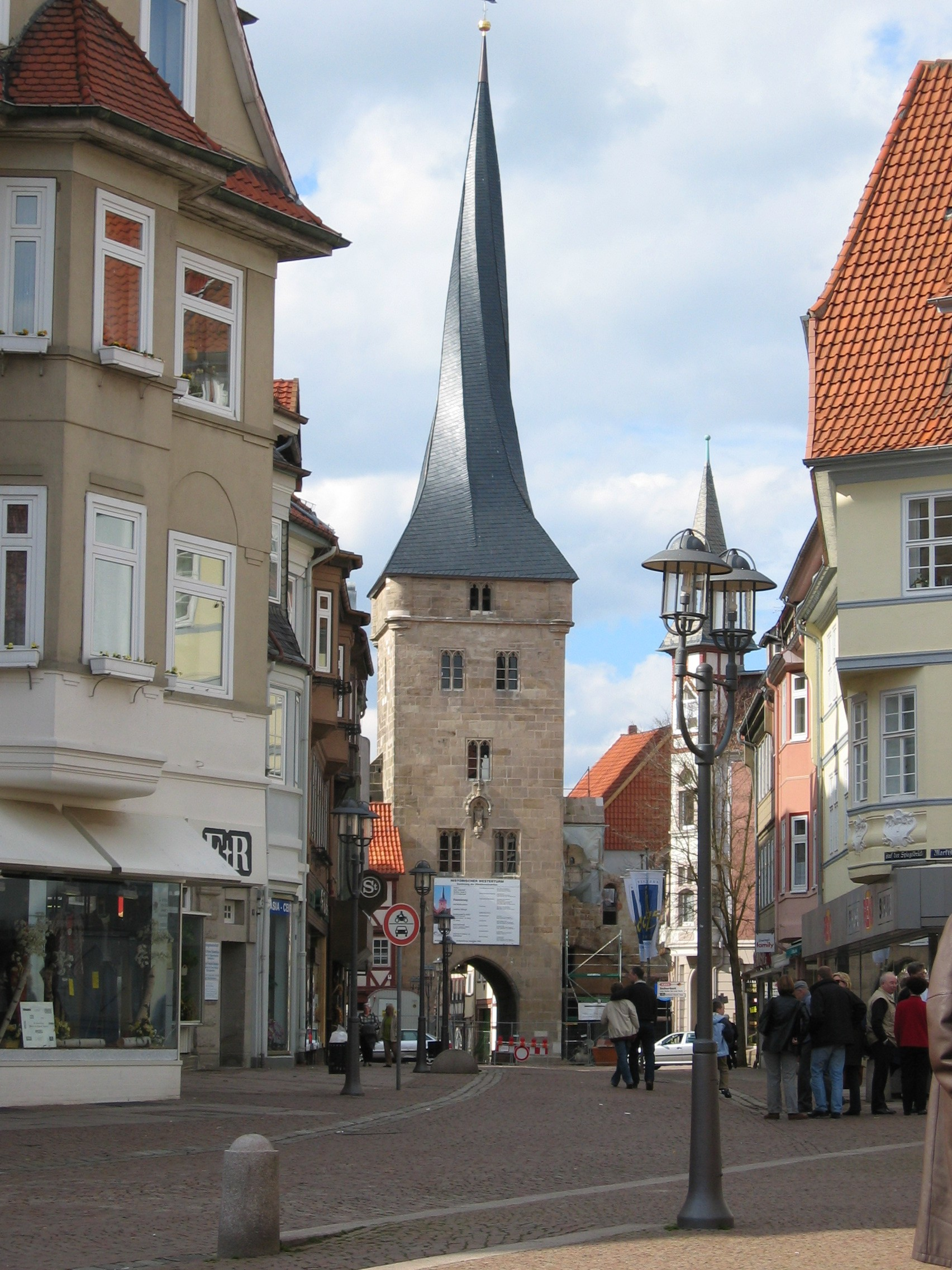
Stadspoort met  de Westerturm, een gedraaide toren
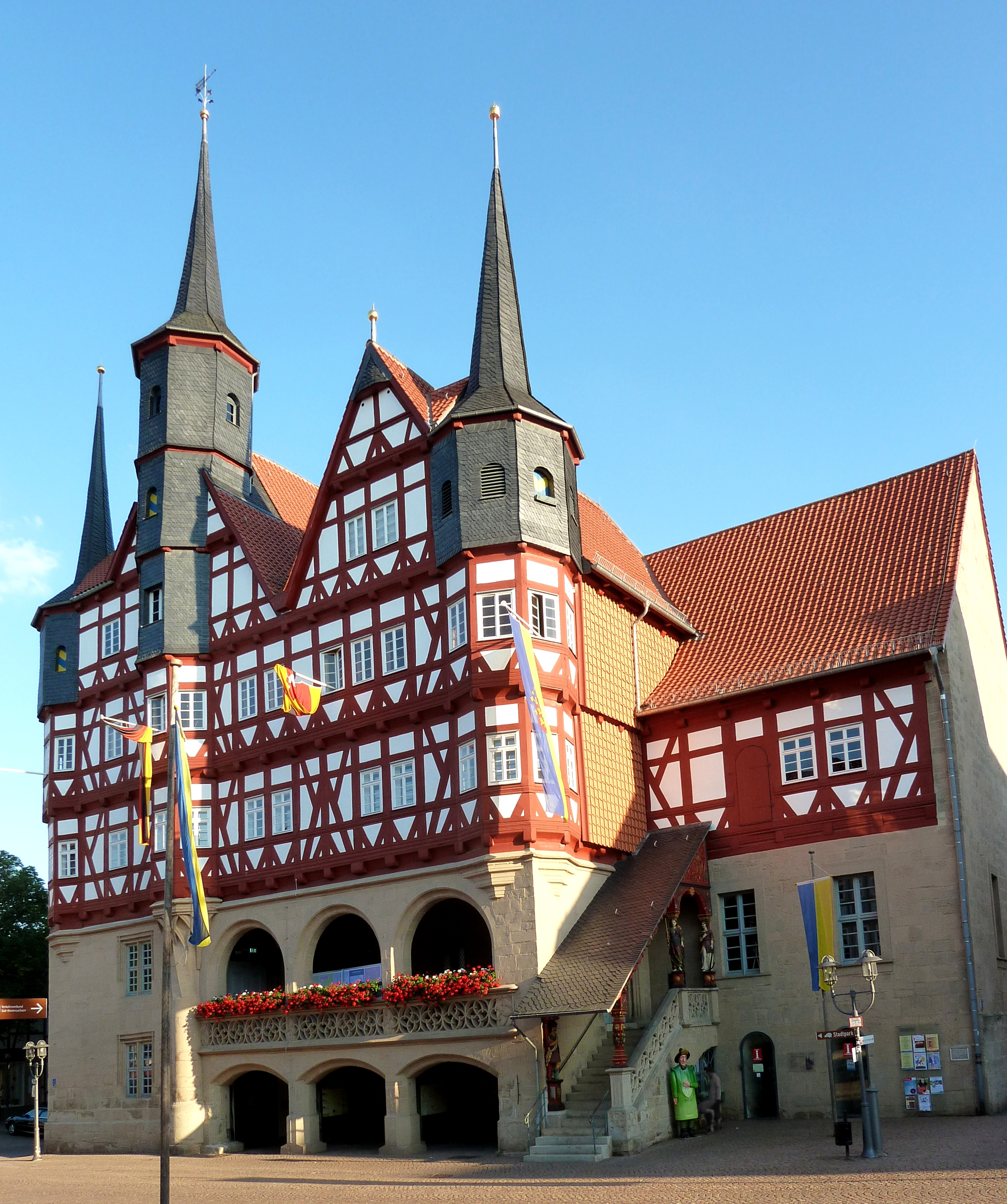
Het historische raadhuis
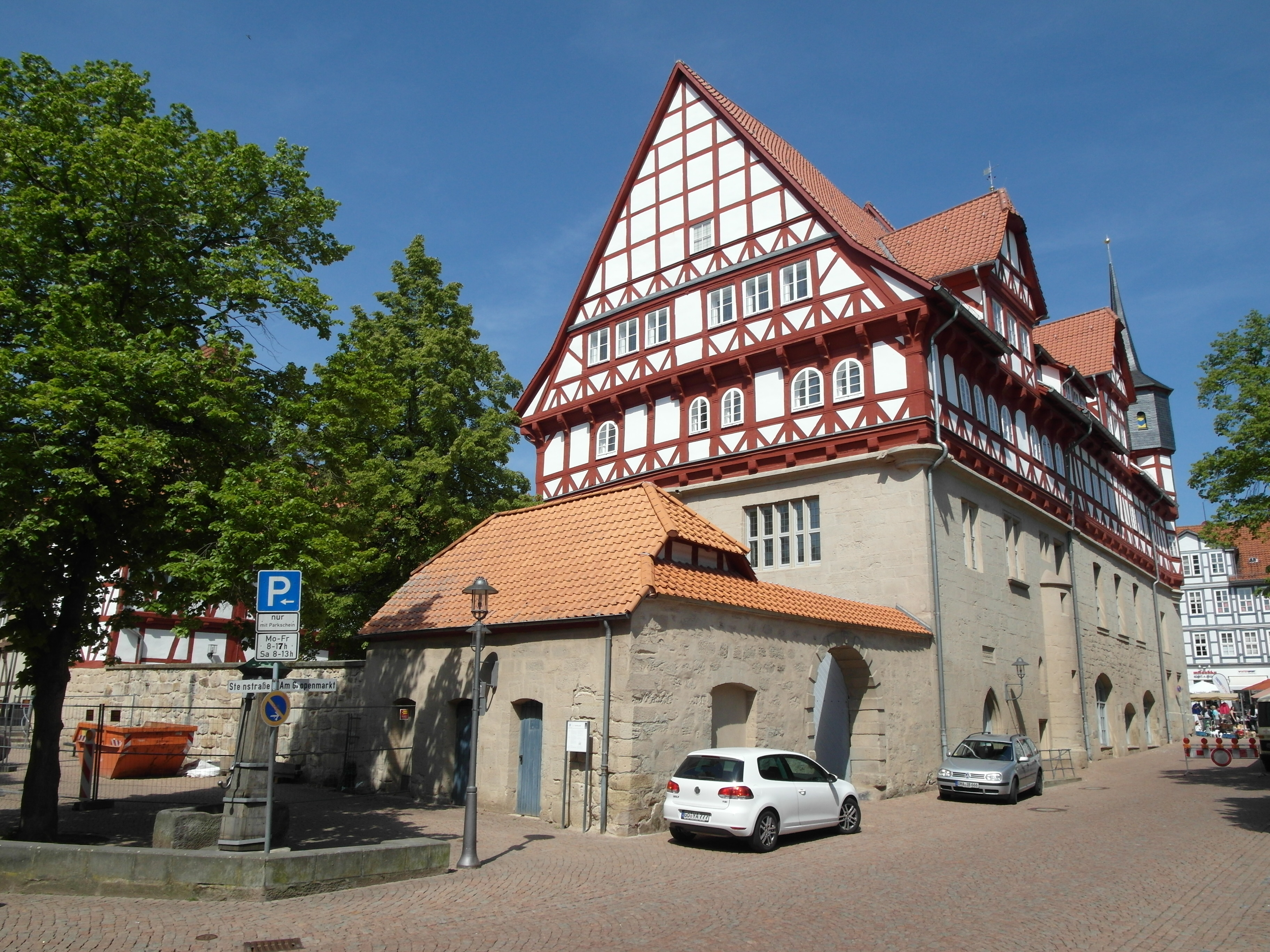
Zuidoostzijde van het raadhuis
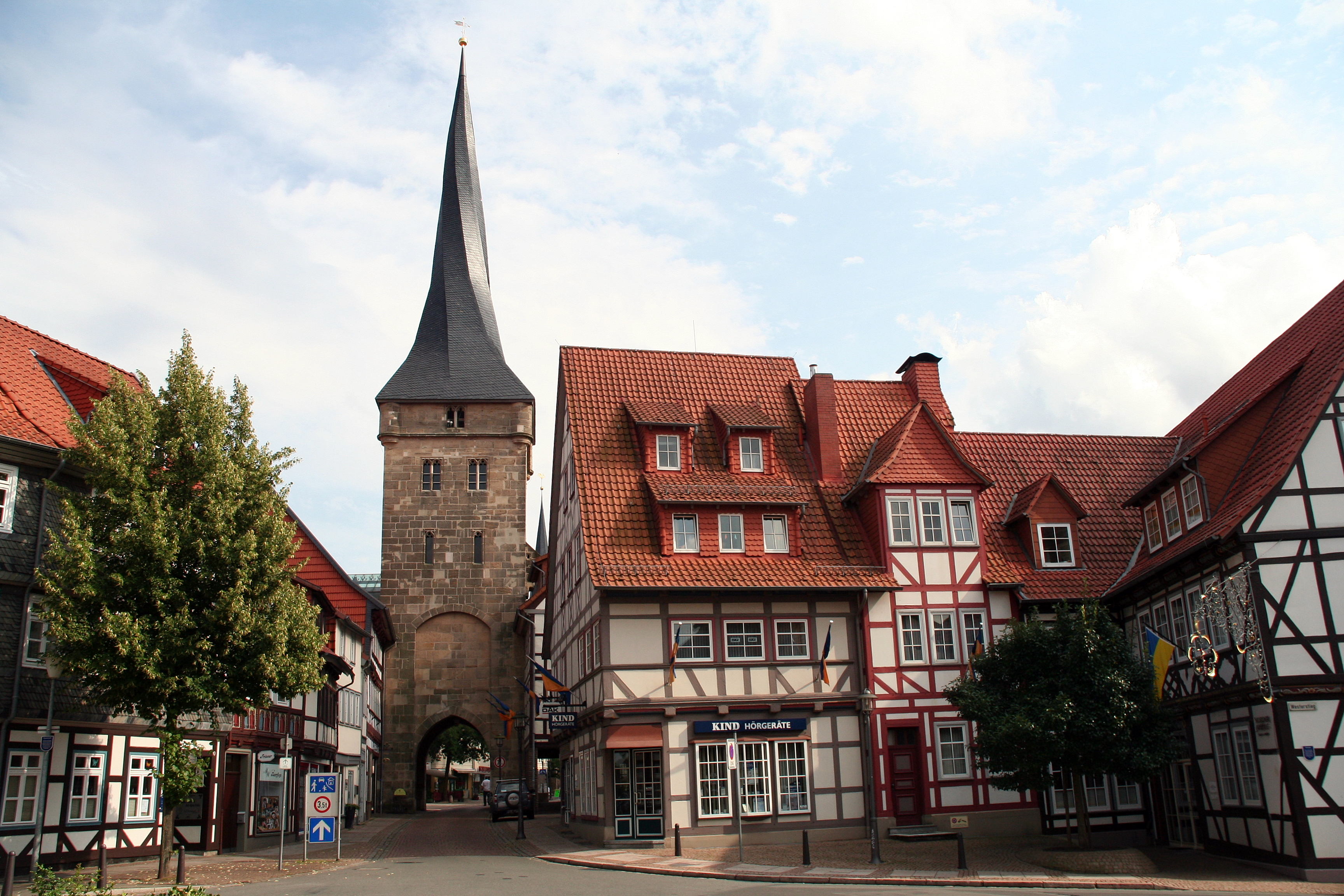
De Westertoren met zijn gedraaide spits
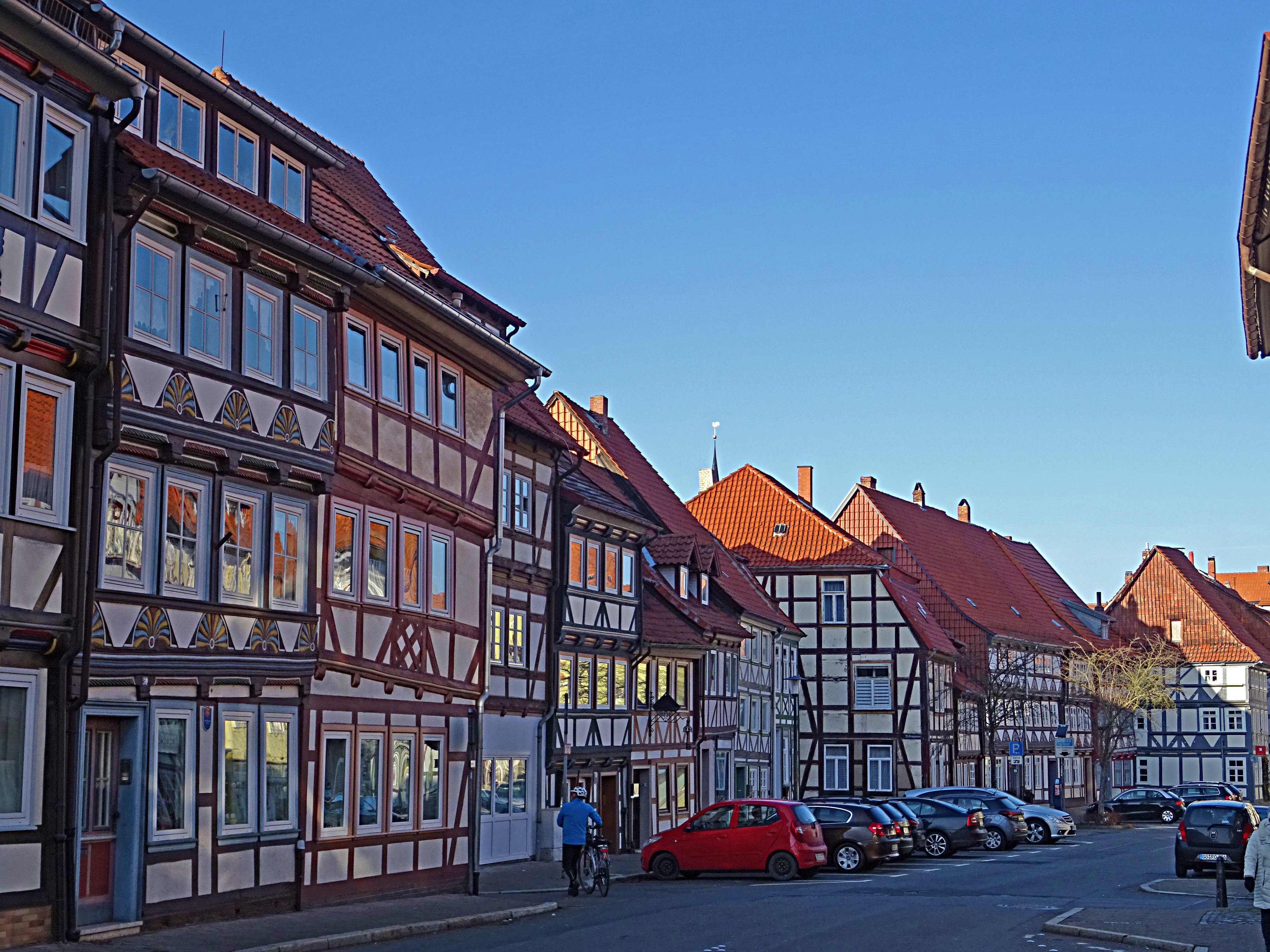
De Steintorstraße met fraaie vakwerkhuizen
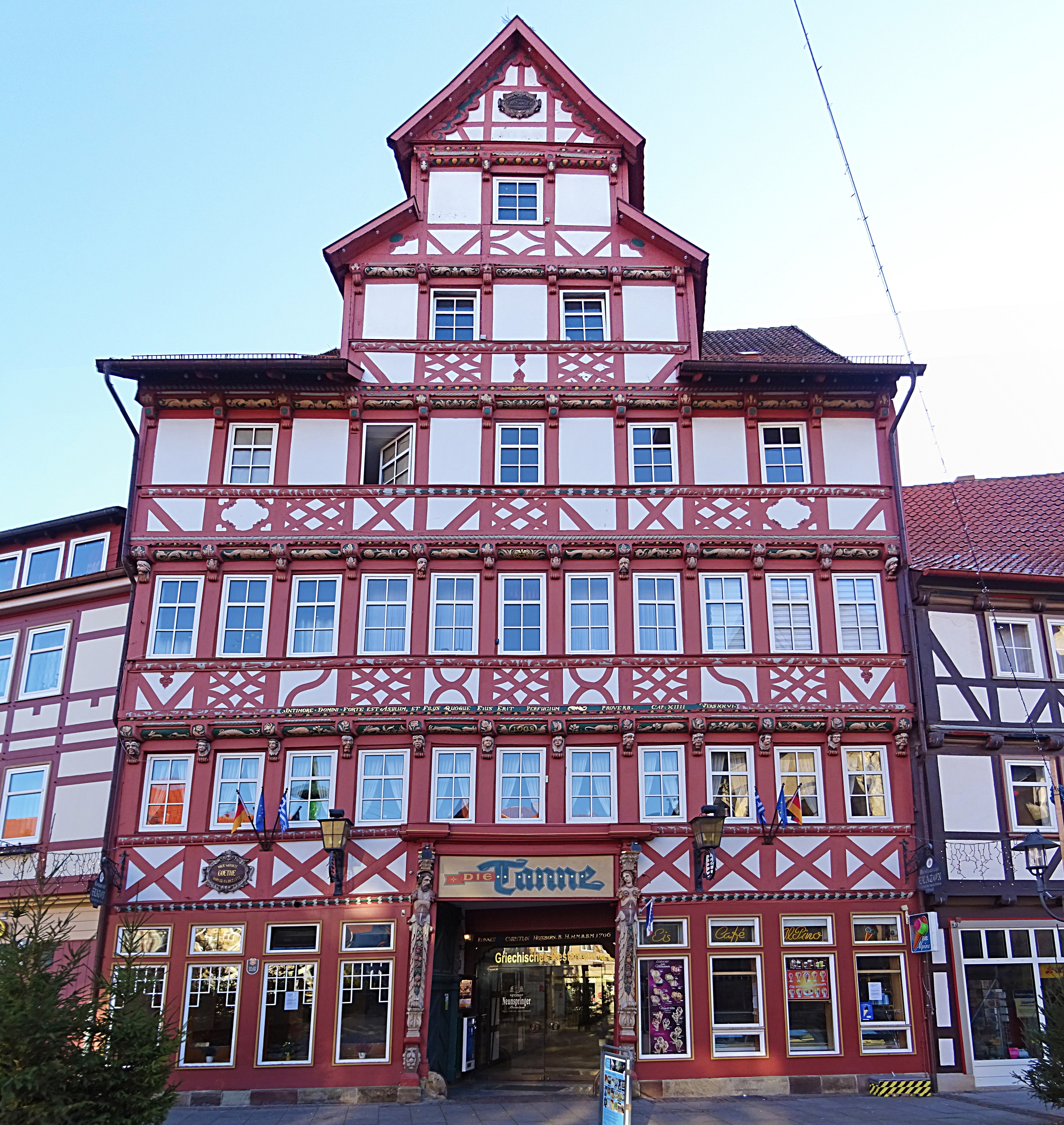
Marktstraße,  Hotel zur Tanne
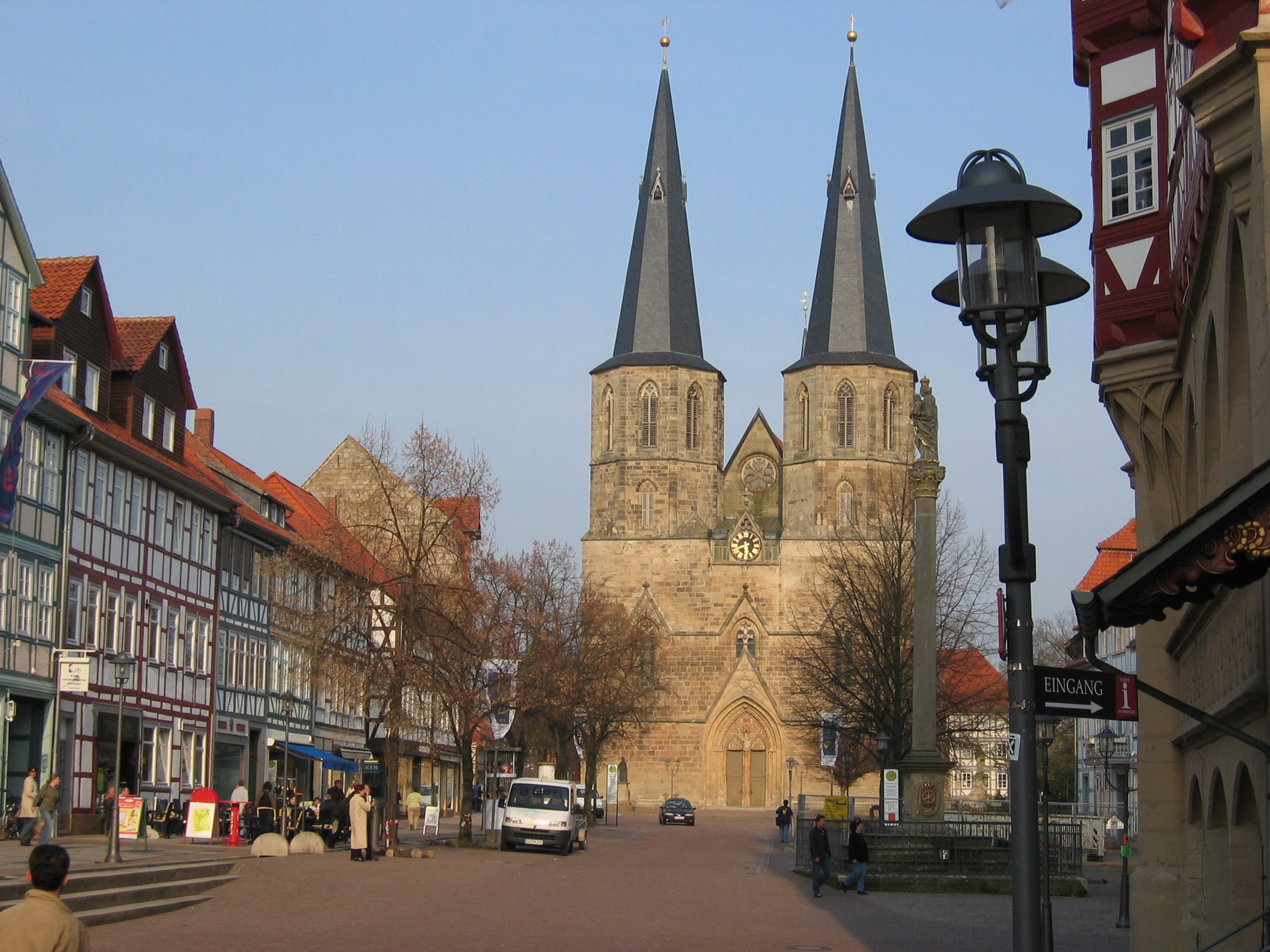
Sint-Cyriacuskerk
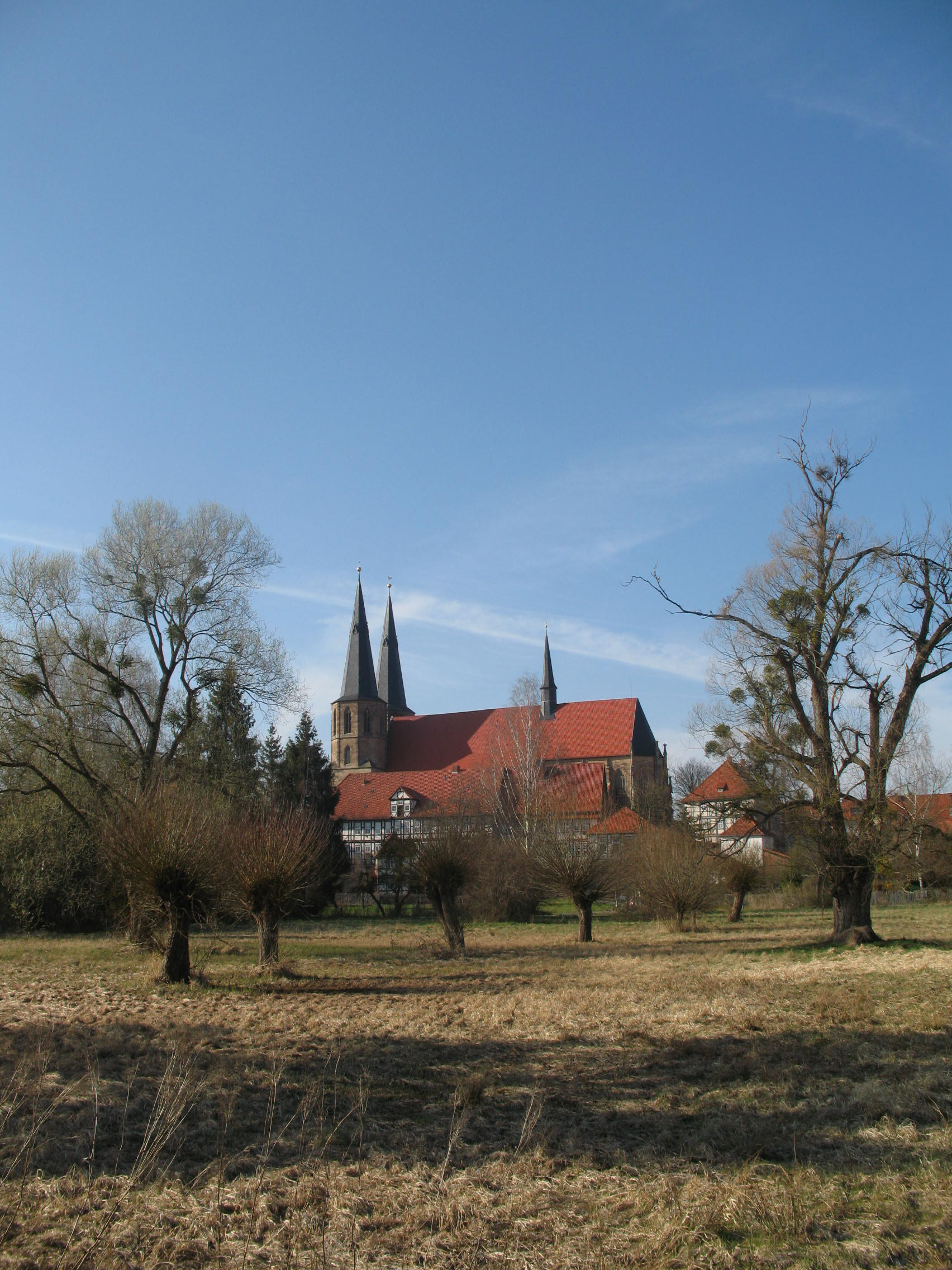
Sint-Cyriacuskerk vanuit het zuiden gezien
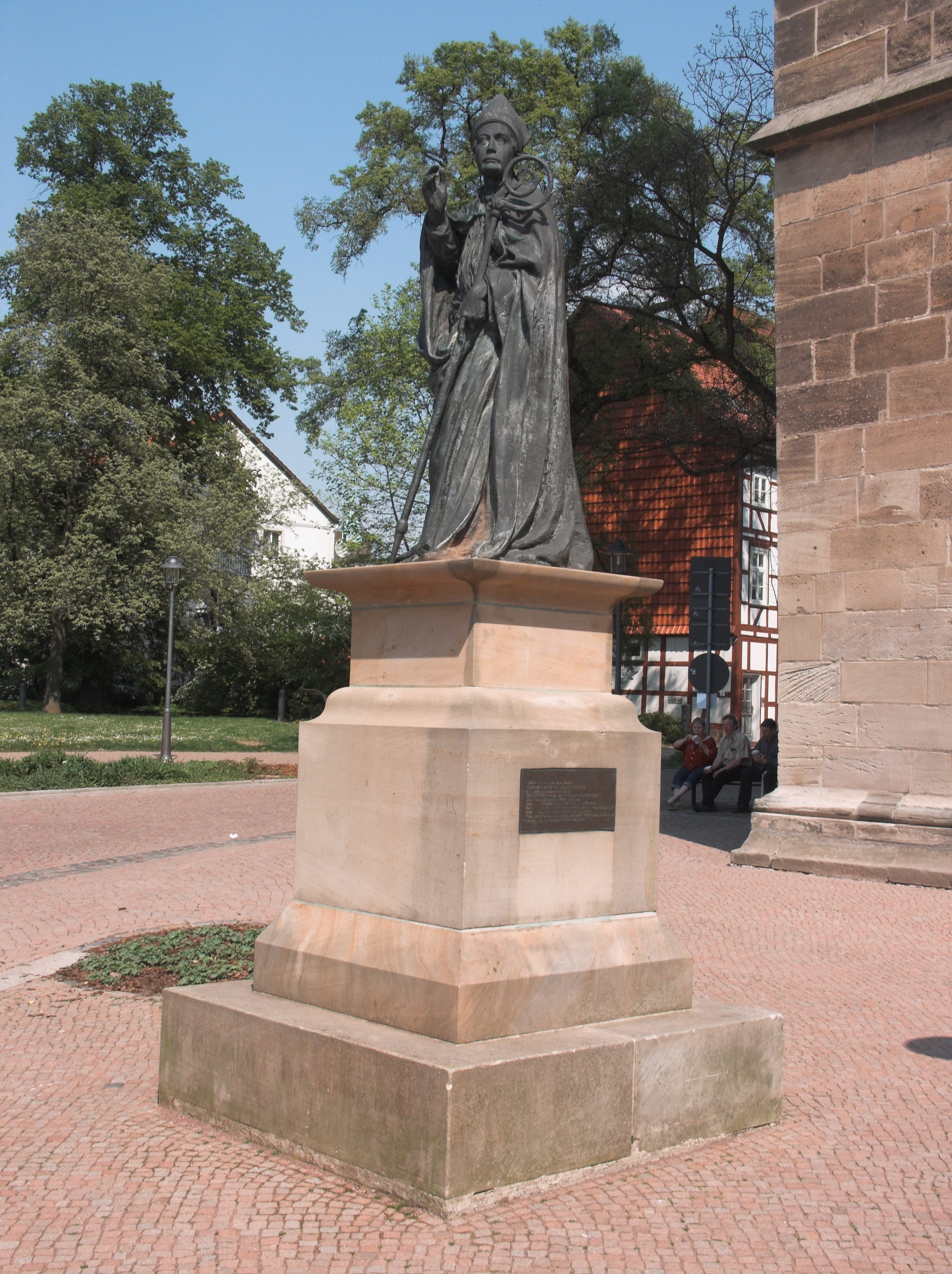
Monument voor Georg von Kopp voor de  St. Cyriacuskerk
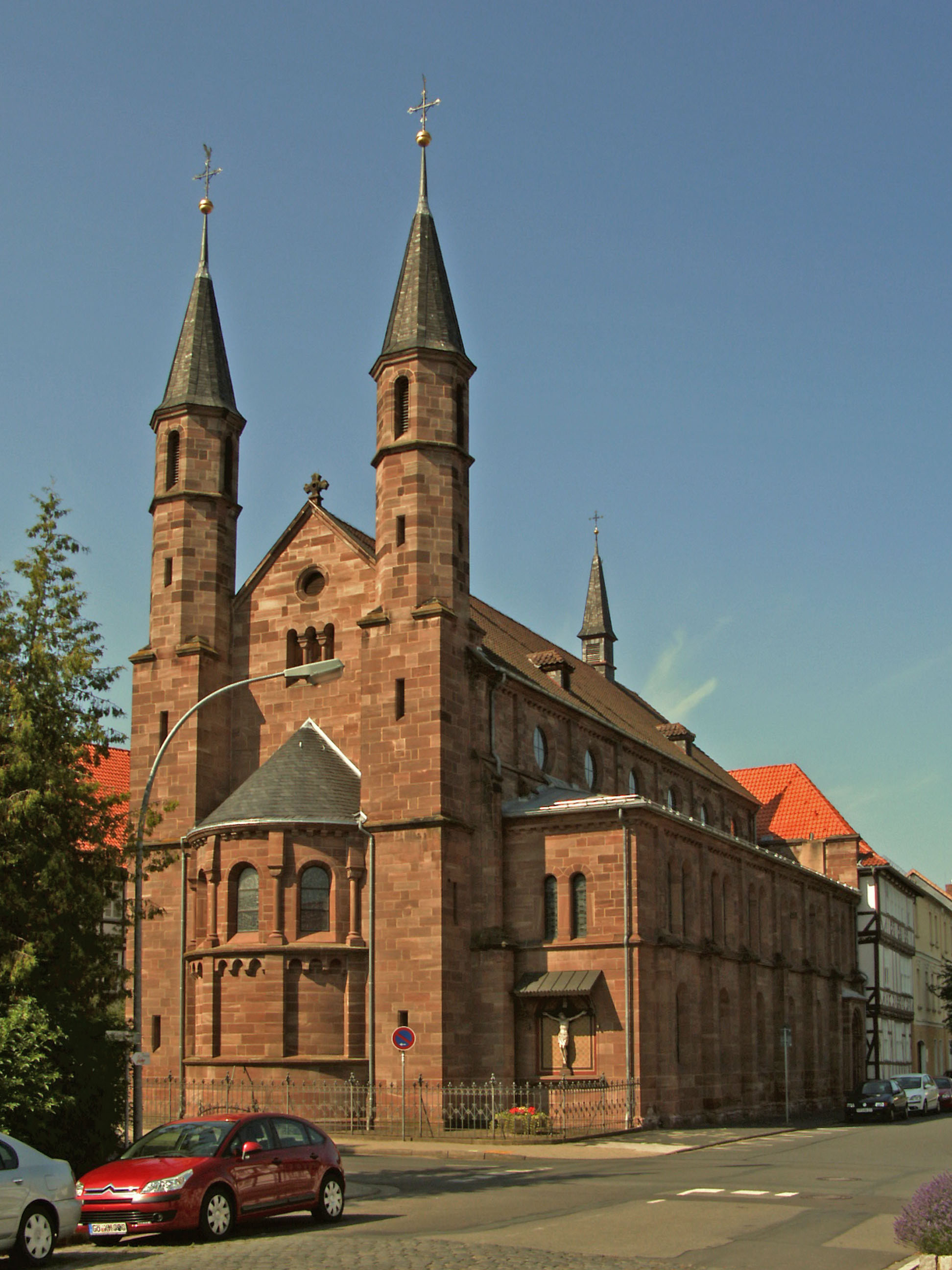
O.L.Vrouwekerk (1890), behorend tot het uit 1700 daterende Ursulinenklooster
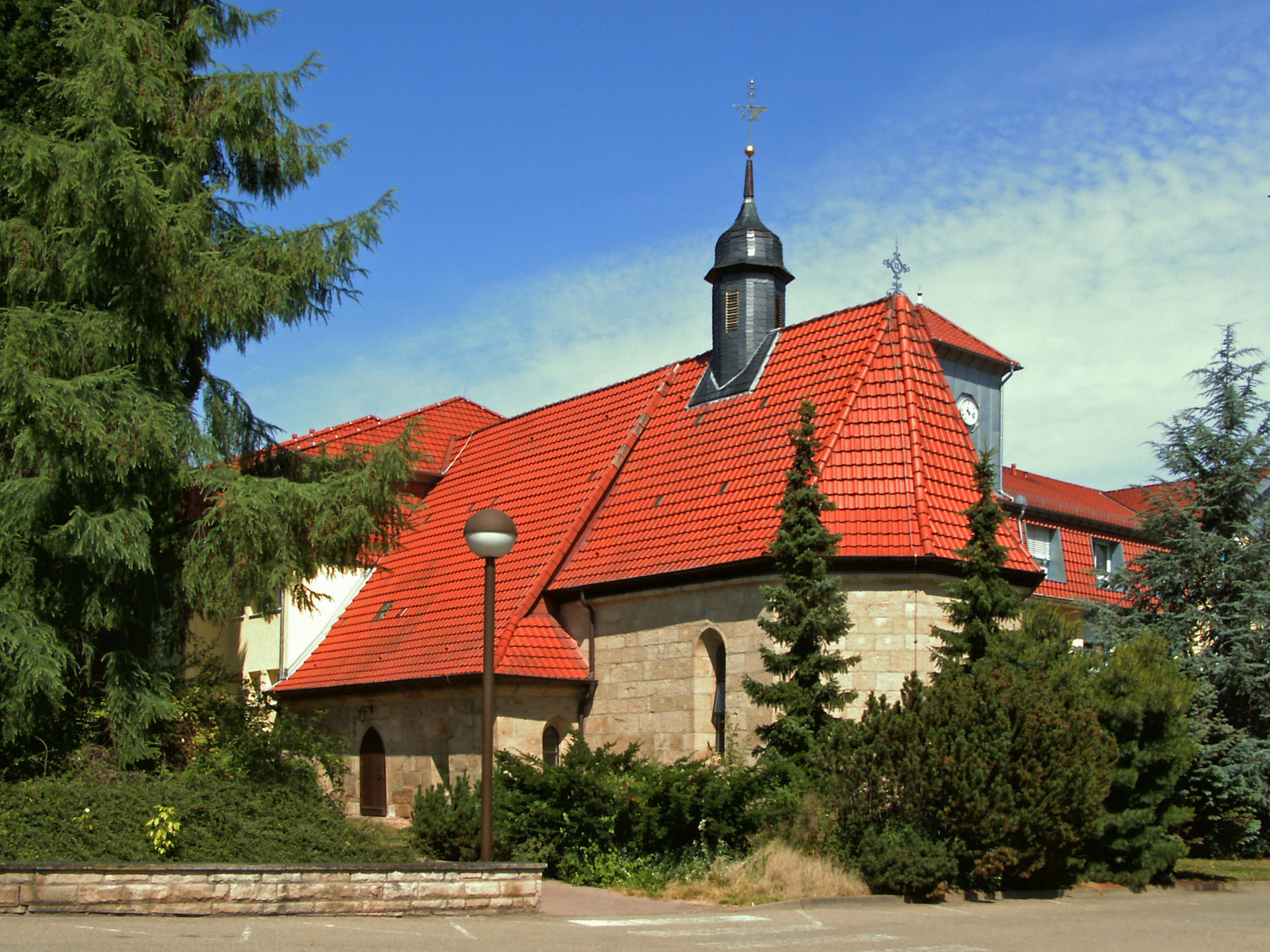
St. Maartenskapel (1434, gerestaureerd in 1995) van het voormalige St.-Maartensgasthuis

## Belangrijke personen in relatie tot de gemeente

### Geboren
- Georg von Kopp (1837-1914), Duits rooms-katholiek kardinaal, ereburger van Duderstadt
- Hans Georg Näder (*1961), directeur van het Otto Bock-concern, ereburger van Duderstadt, onderscheiden met het Kruis van Verdienste 1e Klasse; oprichter van het naast de Westerturm gebouwde museum in Duderstadt en van diverse stichtingen voor hulp aan gehandicapte kinderen.

### Overig
- Lode van der Linden (1888–1960), uit Antwerpen afkomstig, Belgisch professor, academisch kunstschilder en architect,  in zijn vaderland volslagen onbekend, fanatiek flamingant, maar tegenstander van de Duitse bezetting in België in zowel de Eerste als de Tweede Wereldoorlog, verbleef te Duderstadt van 1917 - 1927 en van 1944 - 1950, maakte van Duderstadt en omgeving talrijke schilderijen.
- Heinz Sielmann (* 2 juni 1917 in Rheydt; † 6 oktober 2006 in München) Duits natuurfilmer, richtte in 1994 in Gut Herbigshagen, 3,5 km ten oosten van Duderstadt, het natuureducatiecentrum van de Heinz-Sielmann-Stiftung op.  In een aan Franciscus van Assisi gewijde kapel op Gut Herbigshagen is de crematie-as van Sielmann bijgezet.

## Niet te verwarren met
- Bij Löningen, in Nedersaksen, draagt een oud landgoed met de buurtschap daaromheen de naam Gut Duderstadt.

- Bibliothèque nationale de France: cb12370317z (data)
- Gemeinsame Normdatei: 4013190-7
- Library of Congress Control Number: n81056723
- MusicBrainz: 99b15aa8-7816-4ea8-9956-6628dd58abf8
- Nationale Bibliotheek van Tsjechië: ge648943
- Nationale Bibliotheek van Israël: 987007562177905171
- Virtual International Authority File: 169810012
- WorldCat: E39PBJy4cxQ7ttpbMx6dt4YByd

Adelebsen · 
Bad Grund · 
Bad Lauterberg im Harz · 
Bad Sachsa · 
Bilshausen · 
Bodensee · 
Bovenden · 
Bühren · 
Dransfeld · 
Duderstadt · 
Ebergötzen · 
Elbingerode · 
Friedland · 
Gieboldehausen · 
Gleichen · 
Göttingen · 
Hann. Münden · 
Harz (gemeentevrij gebied, Landkreis Göttingen) ·
Hattorf am Harz · 
Herzberg am Harz · 
Hörden am Harz · 
Jühnde · 
Krebeck · 
Landolfshausen · 
Niemetal · 
Obernfeld · 
Osterode am Harz · 
Rhumspringe · 
Rollshausen · 
Rosdorf · 
Rüdershausen · 
Scheden · 
Seeburg · 
Seulingen · 
Staufenberg · 
Waake · 
Walkenried · 
Wollbrandshausen · 
Wollershausen · 
Wulften am Harz